# Navis lusoria

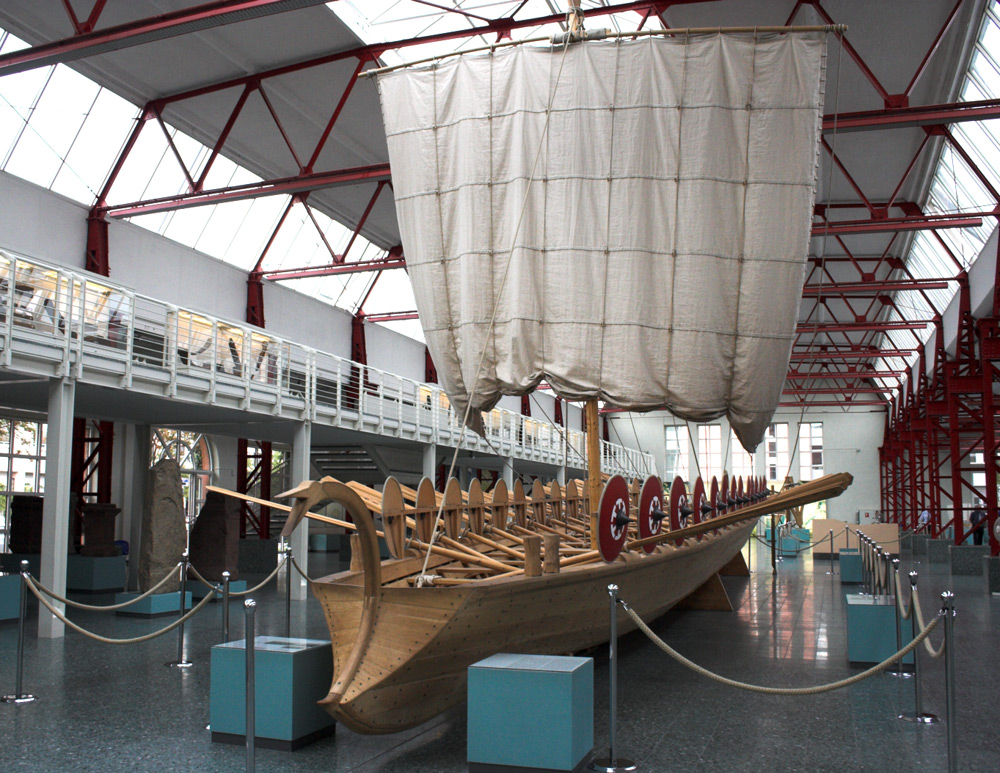
Rekonstruktion einer Navis lusoria im Museum für Antike Schifffahrt, Mainz (2006)

Als Navis lusoria (lateinisch; wörtlich „spielerisches/tänzerisches Schiff“; Plural naves lusoriae) wird ein römischer Kriegsschifftyp der Spätantike bezeichnet. Lusoriae waren schlanke und flachgehende Ruderboote, die von etwa dreißig Ruderern angetrieben wurden, die in einer Ebene saßen. Zusätzlich konnte ein Mast getakelt werden.

## Bedeutung in der Römerzeit
Naves lusoriae wurden vor allem für Patrouillenfahrten auf Flüssen eingesetzt. Mit einer Länge von bis zu 21,7 m, einer Breite von etwa 2,80 m und 96 cm Bordhöhe gehörten sie zur Kategorie der kleinen, schnellen Militärschiffe, mit denen auch seichte und unübersichtliche Flussbereiche befahren werden konnten, etwa von der Classis Germanica an Rhein und Donau. Archäologisch ist der Typ, der von spätantiken Schriftstellern wie Ammianus Marcellinus erwähnt wird, vor allem durch die Funde der Mainzer Römerschiffe bekannt. Da die Lusoriae nur über einen flachen Lateralplan mit geringer Formstabilität verfügen, gilt das Segeln als äußerst anspruchsvoll.
Von der Navis lusoria ist der ältere Typ der Navis actuaria zu unterscheiden, die in erster Linie ein Transportschiff war.

## Rekonstruktionen

### Dānuvius (Donau):Regina

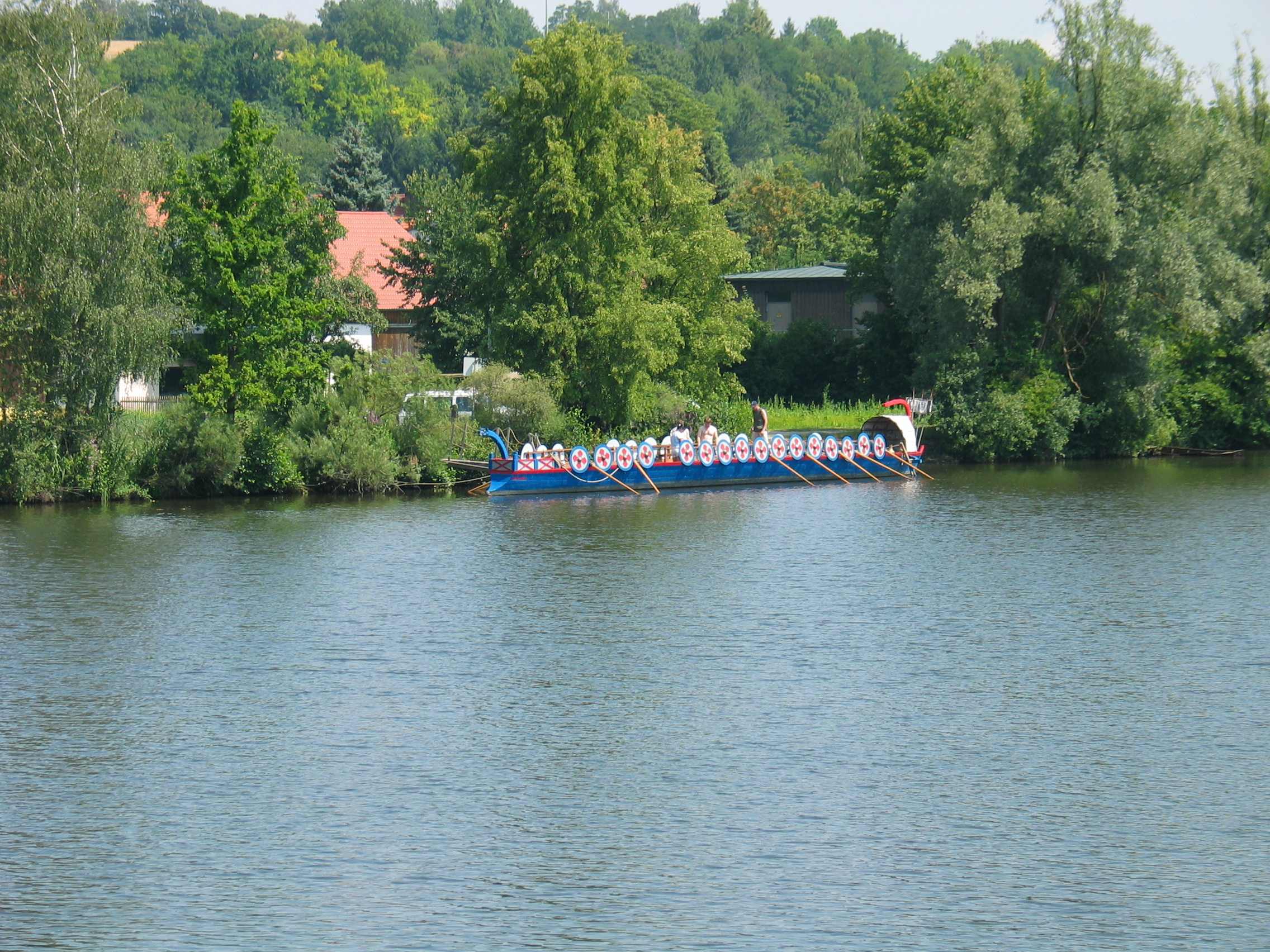
Die Regina, der Schiffsnachbau der Uni Regensburg, kurz vor dem Auslaufen in die Naab. Die Farben Weiß-Blau-Rot sind dem Sponsor, einer großen Brauerei, gewidmet. (2007)

Die auf den Überresten der Mainzer Römerschiffe basierende Rekonstruktion von Olaf Höckmann diente als Grundlage für den authentischen Nachbau einer Navis lusoria durch Studenten des Lehrstuhls für Alte Geschichte der Universität Regensburg. Die Regensburger Althistoriker untersuchen seit der Schiffstaufe im Jahre 2004 durch zahlreiche Fahrten auf der Naab und auf der Donau experimentell den Einsatz dieses spätantiken Schiffstyps hinsichtlich der nautischen Möglichkeiten. So wurde erprobt, auf welche Weise etwa die Engstelle des Donaudurchbruches bei Kelheim in der Nähe von Regensburg mit einer Navis lusoria überwunden werden konnte. Im Sommer 2006 wurde das Schiff einem Langstreckentest unterzogen: Auf den Spuren des Kaisers Julian wurde auf der Donau die Strecke Castra Regina (Regensburg) bis Aquincum (Budapest) zurückgelegt. Im Verlauf dieses Langstreckenversuches, bei dem es sich um die zweitlängste Flussfahrt eines römischen Ruderschiffes seit dem Ende der Antike handelt, konnten die Studenten Strecken von bis zu 100 km am Tag zurücklegen und damit das hohe Maß der Mobilität der spätrömischen Flussflotten belegen.

### Rhenus (Rhein):Lusoria Rhenana
Eine weitere Rekonstruktion einer Navis lusoria, die ebenfalls auf den Mainzer Schiffsfunden basiert, wurde seit Januar 2010 auf dem Gelände der General-Hans-Graf-Sponeck-Kaserne in Germersheim gebaut. Im April 2011 wurde das Schiff in Wörth zu Wasser gelassen, im Mai 2011 erfolgten die ersten Testfahrten. Später sollen Touristen und Besucher die Möglichkeit erhalten, mit dem antiken Schiff einige Gewässer des Landkreises Germersheim zu befahren. Für die wissenschaftliche Betreuung des Projekts und die originalgetreue Rekonstruktion zeichnet Christoph Schäfer vom Fachbereich Alte Geschichte der Universität Trier verantwortlich, der bereits an der Regensburger Rekonstruktion beteiligt war. Seit dem 6. April 2013 steht die Lusoria über die Sommermonate auf dem Setzfeldsee in Neupotz und kann für Fahrten und Hochzeiten gemietet werden.